# 弯海川
弯海川（1956年6月—），男，汉族，河南舞阳人，中华人民共和国政治人物，曾任新疆维吾尔自治区政协副主席，新疆维吾尔自治区人民政府党组成员，新疆维吾尔自治区财政厅党组副书记、厅长，新疆维吾尔自治区地方税务局党组副书记、局长。